# La Fille dans le parc
Pour plus de détails, voir Fiche technique et Distribution.
La Fille dans le parc (The Girl in the Park) est un film américain réalisé par David Auburn, sorti en 2007.

## Synopsis
Seize ans après la disparition de sa fille, une femme croit reconnaître celle-ci dans une jeune délinquante rencontrée par hasard.

## Fiche technique
- Titre original : The Girl in the Park
- Titre français : La Fille dans le parc
- Réalisation : David Auburn
- Scénario : David Auburn
- Photographie : Stuart Dryburgh
- Musique : Theodore Shapiro
- Pays d'origine :  États-Unis
- Genre : drame
- Date de sortie : 2007

## Distribution
- Sigourney Weaver (VF : Tania Torrens) : Julia
- Kate Bosworth (VF : Agathe Schumacher) : Louise
- Alessandro Nivola : Chris
- Keri Russell (VF : Barbara Delsol) : Celeste
- Daisy Tahan : Maggie
- David Rasche (VFB : Martin Spinhayer)  : Doug
- Patricia Kalember : Amanda
- Elias Koteas : Raymond
- Joanna Gleason : Sarah
- Elisabeth Waterston : Alice
- Brennan Brown : un fan
- Jack Rovello : le jeune Chris
- Stephen Kunken : Leo